# Apotolamprus marojejyensis
Apotolamprus marojejyensis là một loài bọ cánh cứng trong họ Bọ hung (Scarabaeidae).